# Герои Социалистического Труда Одесской области
В настоящий список включены:
- Герои Социалистического Труда (в том числе четверо дважды Героев), на момент присвоения звания проживавшие на территории современной Одесской области Украины (в советское время — Украинской ССР), — 184 человека; в их числе Герои, награждённые на территории упразднённой Измаильской области, территория которой 15 февраля 1954 года передана в состав Одесской области — 10 человек (отмечены звёздочкой). Выделены  персиковым цветом  и не включены в общую нумерацию Герои, которые проживали на территории северо-восточных районов Одесской области, переданных 17 февраля 1954 года в соседние Николаевскую область (Больше-Врадиевский, Доманёвский, Кривоозёрский, Мостовской и Первомайский) — 17 человек, а также Кировоградскую область (Гайворонский, Голованевский, Ольшанский и Ульяновский) — 7 человек;
- уроженцы Одесской области, удостоенные звания Героя Социалистического Труда в других регионах СССР, — 70 человек;
- Герои Социалистического Труда, прибывшие на постоянное проживание в Одесскую область, — 13 человек.
- Серым цветом   выделены лица, лишённые звания Героя, — 1 человек.

Вторая и третья части списка могут быть неполными из-за отсутствия данных о месте рождения и проживания ряда Героев.
В таблицах отображены фамилия, имя и отчество Героев, должность и место работы на момент присвоения звания, дата Указа Президиума Верховного Совета СССР, отрасль народного хозяйства, место рождения/проживания (знаком * выделены регионы, не относящиеся к Одесской области), а также ссылка на биографическую статью на сайте «Герои страны». Формат таблиц предусматривает возможность сортировки по указанным параметрам путём нажатия на стрелку в нужной графе.

## История
Впервые звание Героя Социалистического Труда в Одесской области было присвоено 13 марта 1948 года за получение высоких урожаев пшеницы и ржи девяти работникам семеноводческих совхозов Первомайского района, который ныне входит в территорию Николаевской области.
Первыми на территории современной Одесской области звания Героя Социалистического Труда были удостоены 13 колхозников, которым эта высшая степень отличия была присвоена за получение высоких урожаев пшеницы Указом Президиума Верховного Совета СССР 21 марта 1949 года.
Подавляющее большинство Героев Социалистического Труда в Одесской области приходится на работников сельского хозяйства — 121 человек. Сферу транспорта (главным образом, морского) представляют 24 человека; рыбпромысловую промышленность — 9; государственное управление — 6; машиностроительную промышленность, науку — по 4; лёгкую промышленность, строительство — по 3; энергетику — 2; станкостроительную, нефтехимическую, топливную, пищевую промышленность, здравоохранение, образование, культуру, органы внутренних дел — по 1.

## Лица, удостоенные звания Героя Социалистического Труда в Одесской области
| № | Фамилия, имя, отчество        | Даты жизни              | Деятельность                                                              | Дата присвоения       | Отрасль | Место рождения     | ГС       |
| - | ----------------------------- | ----------------------- | ------------------------------------------------------------------------- | --------------------- | ------- | ------------------ | -------- |
| 1 | Блажевский Евгений Викторович | 06.03.1884 — 28.08.1973 | Звеньевой колхоза имени Сталина Котовского района Одесской области        | 07.06.1950 26.02.1958 | сельхоз | Подольский район   | [ ГС 1 ] |
| 2 | Ведута Павел Филиппович       | 17.07.1906 — 19.11.1987 | Председатель колхоза имени Сталина Березовского района Одесской области   | 24.06.1949 26.02.1958 | сельхоз | Николаевский район | [ ГС 2 ] |
| 3 | Посмитный Макар Анисимович    | 31.01.1895 — 03.04.1973 | Председатель колхоза имени Будённого Березовского района Одесской области | 21.03.1949 26.02.1958 | сельхоз | Березовский район  | [ ГС 3 ] |
| 4 | Шолар Мария Дмитриевна        | 24.07.1924 — 14.04.2002 | Председатель колхоза «Маяк» Красноокнянского района Одесской области      | 26.02.1958 17.08.1988 | сельхоз | Окнянский район    | [ ГС 4 ] |

| №          | Фамилия, имя, отчество                     | Даты жизни              | Деятельность | Дата присвоения | Отрасль         | Место рождения                | ГС         |
| ---------- | ------------------------------------------ | ----------------------- | --- | --------------- | --------------- | ----------------------------- | ---------- |
| 1          | Антонова Екатерина Тимофеевна              | 25.10.1928 — 09.12.2020 | Заведующая молочно-товарной фермой колхоза имени Карла Либкнехта Беляевского района Одесской области                                                                                               | 22.03.1966      | сельхоз         | *Николаевская область         | [ ГС 5 ]   |
| 2          | Антонюк Дмитрий Лукьянович                 | 27.05.1907 — 03.10.1990 | Бригадир комплексной бригады строительно-монтажного управления «Одессаэнерго» Одесского совнархоза                                                                                                 | 09.08.1958      | энергетика      | Одесса                        | [ ГС 6 ]   |
| 2.000001   | Арсентьева (Корчинская) Феня Семёновна     | род. 1925               | Звеньевая колхоза имени Ленина Врадиевского района Одесской области | 24.06.1949      | сельхоз         | *Николаевская область         | [ ГС 7 ]   |
| 3          | Бабак Вера Сергеевна                       | род. 1927               | *Звеньевая виноградарского совхоза имени Котовского Министерства пищевой промышленности СССР, Измаильская область                                                                                  | 05.07.1951      | сельхоз         |                               |            |
| 4          | Базелюк Ольга Спиридоновна                 | 11.06.1920 — 27.10.1992 | Свинарка колхоза «50 лет Октября» Балтского района Одесской области | 08.04.1971      | сельхоз         | Балтский район                | [ ГС 8 ]   |
| 5          | Барановский Анатолий Андреевич             | 06.05.1937 — 31.07.2009 | Бригадир укрупнённой комплексной бригады докеров-механизаторов Ильичёвского морского торгового порта Министерства морского флота СССР, Одесская область                                            | 19.02.1976      | транспорт       | Одесса                        | [ ГС 9 ]   |
| 6          | Басиел Андрей Павлович                     | 14.12.1907 — 19.06.1980 | Заведующий районным отделом сельского хозяйства Котовского района Одесской области | 19.07.1951      | сельхоз         | Любашёвский район             | [ ГС 10 ]  |
| 7          | Белоконь Виктор Прокопович                 | 03.03.1922 — 09.03.1989 | Председатель колхоза имени Ленина Кодымского района Одесской области | 08.04.1971      | сельхоз         | Кодымский район               | [ ГС 11 ]  |
| 7.000002   | Беркман Григорий Яковлевич                 | 1903 — 26.06.1970       | Директор семеноводческого совхоза имени 2-й пятилетки Министерства совхозов СССР, Первомайский район Одесской области                                                                              | 13.03.1948      | сельхоз         | *Черниговская область         | [ ГС 12 ]  |
| 8          | Бовкун Анна Павловна                       | 1907 — ????             | Звеньевая колхоза «Пятилетка в 4 года» Любашёвского района Одесской области | 21.03.1949      | сельхоз         | Любашёвский район             | [ ГС 13 ]  |
| 9          | Богач Николай Фёдорович                    | 17.10.1908 — 14.10.1990 | Директор Котовской МТС Одесской области | 15.10.1951      | сельхоз         | Балтский район                | [ ГС 14 ]  |
| 10         | Бойченко Прокофий Васильевич               | 1901 — ????             | *Звеньевой виноградарского совхоза «Шабо» Министерства пищевой промышленности СССР, Лиманский район Измаильской области                                                                            | 26.09.1950      | сельхоз         |                               |            |
| 11         | Бондаренко Василий Антонович               | 17.02.1928 — 08.05.2002 | Председатель колхоза имени М. А. Посмитного Березовского района Одесской области | 22.12.1977      | сельхоз         | *Волгоградская область        | [ ГС 15 ]  |
| 12         | Ботвинов Александр Игнатьевич              | 12.08.1907 — 02.11.1995 | Секретарь Котовского районного комитета Компартии (большевиков) Украины, Одесская область | 19.07.1951      | госуправление   | *Донецкая область             | [ ГС 16 ]  |
| 13         | Бугаев Никита Евдокимович                  | 1899 — ????             | *Звеньевой виноградарского совхоза «Шабо» Министерства пищевой промышленности СССР, Лиманский район Измаильской области                                                                            | 26.09.1950      | сельхоз         |                               |            |
| 14         | Бузон (Козина) Анна Афанасьевна            | 14.07.1922 — ????       | Звеньевая колхоза имени Будённого Березовского района Одесской области | 21.03.1949      | сельхоз         | Березовский район             | [ ГС 17 ]  |
| 15         | Булгаров Илья Иванович                     | 07.06.1911 — 09.08.1992 | Агроном совхоза имени Суворова Болградского района Одесской области | 30.04.1966      | сельхоз         | Болградский район             | [ ГС 18 ]  |
| 16         | Буркацкий Владимир Тимофеевич              | род. 1929               | Директор совхоза «Бессарабский» Тарутинского района Одесской области | 23.06.1966      | сельхоз         | *Днепропетровская область     | [ ГС 19 ]  |
| 17         | Вамич Яков Васильевич                      | 15.06.1927 — 07.11.2009 | Комбайнёр колхоза «Родина» Балтского района Одесской области | 23.06.1966      | сельхоз         | Балтский район                | [ ГС 20 ]  |
| 18         | Ведута Ефросиния Ивановна                  | 15.02.1908 — 13.02.1970 | Звеньевая колхоза имени Будённого Березовского района Одесской области | 21.03.1949      | сельхоз         | Березовский район             | [ ГС 21 ]  |
| 19         | Венгловский Иван Францевич                 | 06.08.1918 — 12.02.1972 | Директор совхоза «Красный» Тарутинского района Одесской области | 22.03.1966      | сельхоз         | *Житомирская область          | [ ГС 22 ]  |
| 19.000003  | Вербовой Алексей Петрович                  | 1899 — 02.1978          | Управляющий отделением семеноводческого совхоза имени 25 лет Октября Министерства совхозов СССР, Первомайский район Одесской области                                                               | 13.03.1948      | сельхоз         | *Кировоградская область       | [ ГС 23 ]  |
| 20         | Вербовщук Иван Михайлович                  | 08.11.1928 — 18.04.2013 | Бригадир тракторной бригады колхоза «Украина» Великомихайловского района Одесской области | 08.04.1971      | сельхоз         | *Северо-Казахстанская область | [ ГС 24 ]  |
| 21         | Внученко Иван Афанасьевич                  | 1911 — ????             | Бригадир тракторной бригады МТС имени Шевченко Березовского района Одесской области | 15.07.1949      | сельхоз         | *Киевская область             |            |
| 22         | Войтенко Нина Ефимовна                     | 18.06.1928 — 30.04.2008 | Учительница средней школы № 32, гор. Одесса | 27.06.1978      | образование     | *Полтавская область           | [ ГС 25 ]  |
| 23         | Волкова Октябрина Ананьевна                | род. 1929               | Звеньевая колхоза имени Войкова Больше-Михайловского района Одесской области | 15.07.1949      | сельхоз         | Великомихайловский район      | [ ГС 26 ]  |
| 24         | Волощук Ольга Корнеевна                    | 16.01.1930 — 09.01.2019 | Доярка колхоза «Новый путь» Котовского района Одесской области | 26.02.1958      | сельхоз         | Подольский район              | [ ГС 27 ]  |
| 25         | Гаврилкевич Бенедикт Брониславович         | 14.11.1909 — 30.06.1994 | Председатель колхоза имени Карла Маркса Беляевского района Одесской области | 22.03.1966      | сельхоз         | *Москва                       | [ ГС 28 ]  |
| 26         | Гаевский Валентин Васильевич               | род. 05.01.1940         | Механизатор колхоза «Дружба» Николаевского района Одесской области | 08.12.1973      | сельхоз         | *Николаевская область         | [ ГС 29 ]  |
| 27         | Гаркавый Прокофий Фомич                    | 08.07.1908 — 01.04.1984 | Заведующий отделом Всесоюзного селекционно-генетического института ВАСХНИЛ, гор. Одесса | 08.04.1971      | наука           | *Черкасская область           | [ ГС 30 ]  |
| 28         | Гниляк Николай Николаевич                  | 24.12.1921 — 20.12.1982 | Гарпунёр китобойного судна «Слава 3» китобойной флотилии «Слава» Министерства рыбной промышленности СССР, Одесская область                                                                         | 09.03.1950      | рыбпром         | *Херсонская область           | [ ГС 31 ]  |
| 29         | Голубенко Ким Никифорович                  | 09.09.1925 — 05.05.1998 | Капитан турбохода «Юрий Гагарин» Черноморского пароходства Министерства морского флота СССР, гор. Одесса                                                                                           | 09.08.1963      | транспорт       | Одесса                        | [ ГС 32 ]  |
| 30         | Гонтарь Константин Александрович           | 19.02.1930 — 15.11.2020 | Боцман теплохода «Бабушкин» Черноморского морского пароходства Министерства морского флота СССР, гор. Одесса                                                                                       | 30.05.1973      | транспорт       | *Харьковская область          | [ ГС 33 ]  |
| 31         | Горбатюк Галина Григорьевна                | 14.09.1929 — 23.02.2003 | Доярка Сербской птицефабрики Коминтерновского района Одесской области | 08.04.1971      | сельхоз         | *Польша                       | [ ГС 34 ]  |
| 32         | Григоренко Владимир Николаевич             | 22.01.1924 — ????       | Оператор Одесской перевалочной нефтебазы № 5 Главнефтеснаба Украинской ССР | 20.04.1971      | топпром         | *Николаевская область         | [ ГС 35 ]  |
| 33         | Григорьев Матвей Панкратьевич              | 1897 — ????             | Председатель колхоза имени Карла Либкнехта Одесского района Одесской области | 04.07.1949      | сельхоз         | *Кировоградская область       | [ ГС 36 ]  |
| 34         | Гуртовой Иван Трофимович                   | 04.1929 — ????          | Бригадир монтажников Одесского специализированного управления № 29 треста «Черноморпромсантехмонтаж» Министерства монтажных и специальных строительных работ СССР                                  | 22.06.1979      | строительство   | Одесская область              | [ ГС 37 ]  |
| 35         | Даниленко Иван Яковлевич                   | 24.02.1929 — 03.06.2005 | Бригадир колхоза «Знамя Ленина» Белгород-Днестровского района Одесской области | 23.06.1966      | сельхоз         | Белгород-Днестровский район   | [ ГС 38 ]  |
| 36         | Данченко Алексей Евгеньевич                | 22.03.1904 — 01.10.1983 | Начальник объединённого Черноморского государственного морского пароходства Министерства морского флота СССР, Одесская область                                                                     | 03.08.1960      | транспорт       | *Крым                         | [ ГС 39 ]  |
| 37         | Дворецкая Антонина Дмитриевна              | 1927 — ????             | Красильщица Одесской трикотажной фабрики имени Крупской Министерства лёгкой промышленности Украинской ССР                                                                                          | 05.04.1971      | легпром         | Одесса                        | [ ГС 40 ]  |
| 38         | Дворник Прокофий Григорьевич               | род. 1932               | Механизатор колхоза имени XXII съезда КПСС Красноокнянского района Одесской области | 08.12.1973      | сельхоз         | Окнянский район               | [ ГС 41 ]  |
| 39         | Дзюба Феодосий Игнатьевич                  | 01.05.1914 — ????       | Первый секретарь Измаильского райкома Компартии Украины, Одесская область | 23.06.1966      | госуправление   | *Киевская область             | [ ГС 42 ]  |
| 40         | Дидык Лидия Александровна                  | 08.08.1934 — 22.12.2012 | Заведующая молочнотоварной фермой колхоза имени Калинина Котовского района Одесской области | 08.04.1971      | сельхоз         | *Тамбовская область           | [ ГС 43 ]  |
| 41         | Дондуа Сергей Леванович                    | 01.07.1922 — 08.04.1999 | Капитан теплохода «Максим Горький» Черноморского морского пароходства Министерства морского флота СССР, Одесская область                                                                           | 01.07.1982      | транспорт       | *Грузия                       | [ ГС 44 ]  |
| 42         | Дорошенко Екатерина Павловна               | 25.10.1925 — 02.05.1996 | Трактористка колхоза «Светлый луч» Ананьевского района Одесской области | 23.06.1966      | сельхоз         | Ананьевский район             | [ ГС 45 ]  |
| 43         | Дрогин Николай Павлович                    | 15.05.1920 — 28.03.1998 | Капитан китобойного судна «Дерзкий» флотилии «Советская Украина», гор. Одесса | 12.12.1960      | рыбпром         | *Харьковская область          | [ ГС 46 ]  |
| 44         | Дубенко Прасковья Романовна                | 1912 — ????             | Звеньевая колхоза имени Октябрьской революции Одесского района Одесской области | 21.03.1949      | сельхоз         | *Полтавская область           | [ ГС 47 ]  |
| 45         | Дудник Анна Саввовна                       | 20.06.1927 — ????       | Доярка колхоза имени Петровского Савранского района Одесской области | 06.09.1973      | сельхоз         | Савранский район              | [ ГС 48 ]  |
| 46         | Дудник Тамара Семёновна                    | род. 05.10.1935         | Прядильщица Одесской джутовой фабрики Министерства лёгкой промышленности Украинской ССР | 05.04.1971      | легпром         | Подольский район              | [ ГС 49 ]  |
| 47         | Дунский Евгений Поликарпович               | 18.09.1925 — 14.05.2009 | Председатель колхоза имени Кирова Ананьевского района Одесской области | 08.04.1971      | сельхоз         | Ананьевский район             | [ ГС 50 ]  |
| 48         | Дымов Михаил Степанович                    | 1920 — ????             | Тракторист МТС имени Шевченко Березовского района Одесской области | 15.07.1949      | сельхоз         | Березовский район             | [ ГС 51 ]  |
| 49         | Евграшкин Руслан Иванович                  | 02.10.1927 — 12.10.2001 | Капитан парохода «Дмитрий Пожарский» Черноморского государственного морского пароходства Министерства морского флота СССР, Одесская область                                                        | 03.08.1960      | транспорт       | *Ташкентская область          | [ ГС 52 ]  |
| 49.000004  | Евич Николай Карпович                      | 12.04.1921 — 20.11.2008 | Тракторист семеноводческого совхоза имени 2-й пятилетки Министерства совхозов СССР, Первомайский район Одесской области                                                                            | 18.06.1949      | сельхоз         | *Черкасская область           |            |
| 49.000005  | Елиневская Агафия Владимировна             | 1914 — ????             | Звеньевая семеноводческого совхоза имени 25 лет Октября Министерства совхозов СССР, Первомайский район Одесской области                                                                            | 13.03.1948      | сельхоз         | *Николаевская область         | [ ГС 53 ]  |
| 50         | Жеванюк (Варчук) Мария Лукьяновна          | 01.03.1923 — ????       | Звеньевая колхоза имени Карла Либкнехта Одесского района Одесской области | 04.07.1949      | сельхоз         | Одесская область              | [ ГС 54 ]  |
| 51         | Жеков Антон Николаевич                     | род. 1936               | Тракторист колхоза имени Димитрова Татарбунарского района Одесской области | 23.06.1966      | сельхоз         | Татарбунарский район          | [ ГС 55 ]  |
| 52         | Железняк Григорий Савельевич               | 23.02.1925 — ????       | Комбайнёр Первомайской МТС Саратского района Одесской области | 26.02.1958      | сельхоз         | Саратский район               | [ ГС 56 ]  |
| 53         | Журавель Василий Евгеньевич                | 02.01.1930 — 08.09.2017 | Комбайнёр колхоза имени XXI съезда КПСС Белгород-Днестровского района Одесской области | 08.12.1973      | сельхоз         | Белгород-Днестровский район   | [ ГС 57 ]  |
| 54         | Зайцев Борис Петрович                      | 01.08.1925 — 25.02.2000 | Солист-вокалист Одесской областной филармонии Министерства культуры Украинской ССР | 08.05.1991      | культура        | *Красноярский край            | [ ГС 58 ]  |
| 55         | Залипаев Михаил Дмитриевич                 | род. 1927               | Бригадир сталеваров Одесского завода тяжёлого краностроения имени Январского восстания Министерства строительного, дорожного и коммунального машиностроения СССР                                   | 23.07.1966      | машиностроение  | *Смоленская область           |            |
| 56         | Залож Филипп Константинович                | 1905 — ????             | *Звеньевой виноградарского совхоза имени Котовского Министерства пищевой промышленности СССР, Измаильский район Измаильской области                                                                | 05.07.1951      | сельхоз         |                               |            |
| 57         | Зинченко (Вовченко) Александра Тимофеевна  | 16.05.1924 — 07.03.2000 | Звеньевая колхоза «1-я пятилетка» Овидиопольского района Одесской области | 24.06.1949      | сельхоз         | Овидиопольский район          | [ ГС 59 ]  |
| 58         | Золотов Алексей Николаевич                 | 17.11.1917 — 04.05.2002 | Гарпунёр китобойного судна «Бравый» китобойной флотилии «Слава», Одесская область | 12.12.1960      | рыбпром         | *Пензенская область           | [ ГС 60 ]  |
| 58.000006  | Зоткин Андрей Тимофеевич                   | 1914—1984               | Комбайнёр Доманёвской МТС Одесской области | 06.04.1951      | сельхоз         | *Николаевская область         |            |
| 59         | Иовчев Филипп Петрович                     | 02.10.1930 — 05.09.2008 | Бригадир колхоза имени Ленина Арцизского района Одесской области | 22.12.1977      | сельхоз         | Арцизский район               | [ ГС 61 ]  |
| 60         | Кара Иван Иванович                         | 02.12.1921 — 14.01.2006 | Бригадир виноградарской бригады колхоза имени Калинина Болградского района Одесской области | 08.04.1971      | сельхоз         | Болградский район             | [ ГС 62 ]  |
| 61         | Карауш Григорий Семёнович                  | 27.01.1913 — 31.12.1991 | Бригадир совхоза «Дружба народов» Беляевского района Одесской области | 30.04.1966      | сельхоз         | Беляевский район              | [ ГС 63 ]  |
| 61.000007  | Карлюга Евгения Кирилловна                 | 1899—1976               | Звеньевая колхоза имени Ленина Первомайского района Одесской области | 21.03.1949      | сельхоз         | *Николаевская область         | [ ГС 64 ]  |
| 62         | Карпалюк Надежда Фёдоровна                 | род. 1924               | Звеньевая колхоза «Червоный маяк» Цебриковского района Одесской области | 24.06.1949      | сельхоз         |                               | [ ГС 65 ]  |
| 63         | Касьяненко Никифор Тихонович               | 1905—1962               | Бригадир тракторной бригады Котовской МТС Одесской области | 21.05.1951      | сельхоз         | Подольский район              | [ ГС 66 ]  |
| 64         | Кириченко Николай Карпович                 | 12.02.1923 — 12.08.1986 | Первый секретарь Одесского обкома Компартии Украины | 22.12.1977      | госуправление   | *Харьковская область          | [ ГС 67 ]  |
| 65         | Кириченко Фёдор Григорьевич                | 01.03.1904 — 04.06.1988 | Селекционер, директор Всесоюзного селекционно-генетического института имени Т. Д. Лысенко ВАСХНИЛ, гор. Одесса                                                                                     | 26.02.1958      | наука           | *Киевская область             | [ ГС 68 ]  |
| 66         | Кирьянов Георгий Павлович                  | 09.01.1929 — 09.09.2001 | Машинист турбохода «Металлург Курако» Черноморского морского пароходства Министерства морского флота СССР, гор. Одесса                                                                             | 04.05.1971      | транспорт       | Одесса                        | [ ГС 69 ]  |
| 66.000008  | Кисиль Мария Степановна                    | 1916 — ????             | Звеньевая колхоза имени Ульянова Грушковского района Одесской области | 25.09.1948      | сельхоз         |                               | [ ГС 70 ]  |
| 67         | Кобыльников Анатолий Петрович              | 15.10.1923 — 1985       | Гарпунёр китобойного судна «Дерзкий» Антарктической китобойной флотилии «Советская Украина» Министерства рыбного хозяйства СССР, Одесская область                                                  | 26.04.1971      | рыбпром         | *Краснодарский край           | [ ГС 71 ]  |
| 68         | Козаченко Филипп Семёнович                 | 04.11.1910 — 27.06.1996 | Тракторист Котовской МТС Одесской области | 21.05.1951      | сельхоз         | Подольский район              | [ ГС 72 ]  |
| 69         | Козлов Илья Ефимович                       | 01.08.1925 — 08.03.1995 | Старший крановщик Ильичёвского морского торгового порта Министерства морского флота СССР, Одесская область                                                                                         | 04.05.1971      | транспорт       | Великомихайловский район      | [ ГС 73 ]  |
| 70         | Козырь Павел Пантелеевич                   | 14.12.1913 — 02.08.1999 | Первый секретарь Одесского обкома Компартии Украины | 08.12.1973      | госуправление   | *Днепропетровская область     | [ ГС 74 ]  |
| 71         | Коломейченко Дмитрий Акимович              | 1900 — ????             | Бригадир колхоза «Пятилетка в 4 года» Любашёвского района Одесской области | 21.03.1949      | сельхоз         | Любашёвский район             | [ ГС 75 ]  |
| 72         | Коломейченко Елена Евстратьевна            | 1915 — ????             | Звеньевая колхоза «Пятилетка в 4 года» Любашёвского района Одесской области | 21.03.1949      | сельхоз         | Любашёвский район             | [ ГС 76 ]  |
| 73         | Колпаков Владимир Иванович                 | 16.11.1934 — 21.04.2014 | Бригадир слесарей Одесского судоремонтного завода № 1 Министерства морского флота СССР | 09.08.1963      | транспорт       | *Николаевская область         | [ ГС 77 ]  |
| 74         | Компанеец Михаил Максимович                | 25.03.1911 — 14.02.1974 | Кочегар парохода Черноморского государственного морского пароходства, Одесская область | 03.08.1960      | транспорт       | *Донецкая область             | [ ГС 78 ]  |
| 74.000009  | Компаниец Леонтий Романович                | 1907 — ????             | Главный агроном Ульяновского свеклосовхоза Министерства пищевой промышленности СССР, Одесская область                                                                                              | 06.10.1951      | сельхоз         | *Киевская область             |            |
| 75         | Компаниченко Пётр Фокич                    | 28.06.1912 — 03.02.1984 | Бригадир слесарей-монтажников треста «Южтеплоэнергомонтаж» Министерства строительства электростанций, гор. Одесса                                                                                  | 20.09.1962      | энергетика      | Одесса                        | [ ГС 79 ]  |
| 76         | Кононова Елизавета Анисимовна              | 1918 — ????             | Звеньевая колхоза имени Войкова Больше-Михайловского района Одесской области | 15.07.1949      | сельхоз         | Великомихайловский район      | [ ГС 80 ]  |
| 77         | Коренной Виктор Иванович                   | 15.08.1930 — 23.06.2000 | Боцман турбохода «Красное Знамя» Черноморского пароходства Министерства морского флота СССР, гор. Одесса                                                                                           | 09.08.1963      | транспорт       | Одесса                        | [ ГС 81 ]  |
| 78         | Корнейчук Пётр Антонович                   | 16.08.1896 — 21.02.1976 | Звеньевой колхоза имени Ленина Арцизского района Одесской области | 05.11.1962      | сельхоз         | Ананьевский район             | [ ГС 82 ]  |
| 79         | Коровин Алексей Александрович              | 1913 — 13.11.1962       | Старший механик Котовской МТС Одесской области | 15.10.1951      | сельхоз         | *Амурская область             | [ ГС 83 ]  |
| 80         | Корчагина Валентина Ивановна               | 20.04.1912 — 22.11.1988 | Директор Одесского нефтеперерабатывающего завода Одесского совнархоза | 07.03.1960      | нефтехимпром    | *Азербайджан                  | [ ГС 84 ]  |
| 81         | Корчинский Антон Филиппович                | 17.01.1911 — 10.03.1990 | Комбайнёр Чернянской МТС Красноокнянского района Одесской области | 06.04.1951      | сельхоз         | Окнянский район               | [ ГС 85 ]  |
| 82         | Костюк Евгений Фёдорович                   | род. 09.02.1929         | Бригадир комплексной бригады строительно-монтажного управления № 17 треста «Одесгражданжилстрой», гор. Одесса                                                                                      | 11.08.1966      | строительство   |                               |            |
| 83         | Кравец Антон Филиппович                    | род. 1922               | Командир авиационного звена Украинского управления гражданской авиации Министерства гражданской авиации СССР, гор. Одесса                                                                          | 15.08.1966      | транспорт       | *Кировоградская область       | [ ГС 86 ]  |
| 84         | Кравченко Захарий Захарович                | 1920 — ????             | Комбайнёр колхоза имени Октябрьской революции Фрунзовского района Одесской области | 23.06.1966      | сельхоз         | Захарьевский район            | [ ГС 87 ]  |
| 84.00001   | Кравченко Леонид Сафронович                | 1902—1970               | Главный агроном Сальковского свеклосовхоза Министерства пищевой промышленности СССР, Гайворонский район Одесской области                                                                           | 06.10.1951      | сельхоз         | *Николаевская область         | [ ГС 88 ]  |
| 85         | Кривобоков Александр Васильевич            | 15.02.1929 — 06.04.1990 | Капитан теплохода «Будапешт» Черноморского пароходства Министерства морского флота СССР, гор. Одесса                                                                                               | 09.08.1963      | транспорт       | *Воронежская область          | [ ГС 89 ]  |
| 86         | Кудрявцев Всеволод Викторович              | 11.11.1923 — 13.06.2002 | Председатель колхоза имени Дзержинского Беляевского района Одесской области | 22.03.1966      | сельхоз         | Овидиопольский район          | [ ГС 90 ]  |
| 86.000011  | Кулик Надежда Михайловна                   | 1914 — ????             | Звеньевая семеноводческого совхоза имени 25 лет Октября Министерства совхозов СССР, Первомайский район Одесской области                                                                            | 13.03.1948      | сельхоз         | *Николаевская область         | [ ГС 91 ]  |
| 87         | Куликова Татьяна Михайловна                | 25.01.1909 — 17.01.1993 | Свинарка колхоза «Победа» Ананьевского района Одесской области | 26.02.1958      | сельхоз         | Ананьевский район             | [ ГС 92 ]  |
| 88         | Кумпан Михаил Юрьевич                      | 01.08.1923 — 15.11.2009 | Председатель колхоза имени XXI съезда КПСС Овидиопольского района Одесской области | 08.04.1971      | сельхоз         | Овидиопольский район          | [ ГС 93 ]  |
| 88.000012  | Куницын Никифор Иванович                   | 15.06.1909 — 16.07.1987 | Старший агроном семеноводческого совхоза имени 2-й Пятилетки Министерства совхозов СССР, Первомайский район Одесской области                                                                       | 13.03.1948      | сельхоз         | *Кировоградская область       | [ ГС 94 ]  |
| 88.000013  | Куцерда Степан Тимофеевич                  | 1914 — ????             | Старший механик Ульяновского свеклосовхоза Министерства пищевой промышленности СССР, Одесская область                                                                                              | 06.10.1951      | сельхоз         | *Кировоградская область       |            |
| 89         | Куцый Андрей Карпович                      | род. 25.12.1942         | Механизатор колхоза имени Ленина Балтского района Одесской области | 15.12.1972      | сельхоз         |                               |            |
| 90         | Кушко Леонтий Семёнович                    | род. 20.06.1920         | Бригадир тракторной бригады Овидиопольской МТС Одесской области | 26.02.1958      | сельхоз         | Овидиопольский район          |            |
| 91         | Кушнарёва (Шехтер) Анна Герасимовна        | 14.10.1921 — 28.07.2021 | Звеньевая колхоза имени Карла Либкнехта Одесского района Одесской области | 04.07.1949      | сельхоз         | Одесский район                | [ ГС 95 ]  |
| 92         | Кушнир Иван Васильевич                     | 15.03.1927 — 15.06.2007 | Механизатор колхоза имени Ильича Кодымского района Одесской области | 08.12.1973      | сельхоз         | Кодымский район               | [ ГС 96 ]  |
| 93         | Лабуш Владимир Афанасьевич                 | 16.10.1920 — 24.06.1995 | Агроном районного отдела сельского хозяйства Котовского района Одесской области | 19.07.1951      | сельхоз         | Подольский район              | [ ГС 97 ]  |
| 94         | Лилица Пётр Иванович                       | 1918 — ????             | Звеньевой колхоза «Шляхом Ленина» Раздельнянского района Одесской области | 30.04.1966      | сельхоз         | Раздельнянский район          | [ ГС 98 ]  |
| 95         | Лопатинская Лидия Николаевна               | 24.12.1924 — 03.07.2015 | Доярка колхоза «Украина» Ширяевского района Одесской области | 22.03.1966      | сельхоз         | Ананьевский район             | [ ГС 99 ]  |
| 96         | Лукавая Нина Амбросиевна                   | 1912—1967               | Свинарка колхоза имени Чкалова Красноокнянского района Одесской области | 10.09.1949      | сельхоз         | Окнянский район               |            |
| 97         | Лукьяненко Надежда Фёдоровна               | 1925 — ????             | Звеньевая колхоза «Пятилетка в 4 года» Любашёвского района Одесской области | 21.03.1949      | сельхоз         | Любашёвский район             | [ ГС 100 ] |
| 98         | Лысов Иван Иванович                        | 03.11.1924 — 21.10.2014 | Бригадир комплексной бригады колхоза «Правда» Фрунзовского района Одесской области | 08.04.1971      | сельхоз         | Захарьевский район            | [ ГС 101 ] |
| 98.000014  | Лысоконь Исаак Иовлевич                    | 1908 — ????             | Комбайнёр Юзефпольской МТС Ольшанского района Одесской области | 06.04.1951      | сельхоз         | Ольшанский район              | [ ГС 102 ] |
| 99         | Любинская Ольга Ивановна                   | род. 23.06.1927         | Звеньевая колхоза «Пятилетка в 4 года» Любашёвского района Одесской области | 21.03.1949      | сельхоз         | Любашёвский район             | [ ГС 103 ] |
| 100        | Мазур Дмитрий Иосифович                    | 1912 — ????             | Комбайнёр Балтской МТС Одесской области | 06.04.1951      | сельхоз         |                               |            |
| 101        | Марару Антон Иванович                      | 1900 — ????             | *Старший конюх молочного совхоза «Саратский» Министерства совхозов СССР, Саратский район Измаильской области                                                                                       | 22.10.1949      | сельхоз         | *Краснодарский край           |            |
| 102        | Мардарь Антон Ефимович                     | род. 1932               | Тракторист колхоза имени Татарбунарского восстания Татарбунарского района Одесской области | 22.12.1977      | сельхоз         | Татарбунарский район          | [ ГС 104 ] |
| 103        | Маринат Иван Афанасьевич                   | 1919 — ????             | Бригадир колхоза имени Кирова Ананьевского района Одесской области | 23.06.1966      | сельхоз         | Ананьевский район             | [ ГС 105 ] |
| 104        | Марченко Анна Дмитриевна                   | 1920 — ????             | Председатель колхоза «Путь Ленина» Килийского района Одесской области | 23.06.1966      | сельхоз         |                               | [ ГС 106 ] |
| 104.000015 | Мельник Яков Иванович                      | 22.04.1903 — 21.09.1955 | Директор семеноводческого совхоза имени 25 лет Октября Министерства совхозов СССР, Первомайский район Одесской области                                                                             | 13.03.1948      | сельхоз         | *Киевская область             | [ ГС 107 ] |
| 105        | Мельникова Ирина Сергеевна                 | 1909 — ????             | *Звеньевая колхоза имени Ленина, гор. Измаил Измаильской области | 29.05.1951      | сельхоз         |                               |            |
| 106        | Мовчан Галина Макаровна                    | род. 1932               | Главный агроном колхоза имени Кутузова Килийского района Одесской области | 22.12.1977      | сельхоз         | *Черкасская область           | [ ГС 108 ] |
| 107        | Моргун Борис Макарович                     | 07.01.1923 — 09.12.1970 | Капитан-директор китобойной флотилии «Слава», Одесская область | 12.12.1960      | рыбпром         | *Харьковская область          | [ ГС 109 ] |
| 108        | Музыка Николай Антонович                   | 18.05.1928 — 19.10.2001 | Председатель колхоза «Украина» Килийского района Одесской области | 08.04.1971      | сельхоз         | *Днепропетровская область     | [ ГС 110 ] |
| 109        | Муранова Ольга Фёдоровна                   | род. 06.11.1921         | Бригадир мотальщиц Одесской джутовой фабрики Министерства лёгкой промышленности Украинской ССР | 09.06.1966      | легпром         | *Донецкая область             |            |
| 109.000016 | Мурованая Александра Григорьевна           | 1919 — ????             | Звеньевая семеноводческого совхоза имени 2-й пятилетки Министерства совхозов СССР, Первомайский район Одесской области                                                                             | 13.03.1948      | сельхоз         |                               | [ ГС 111 ] |
| 110        | Мындру Николай Георгиевич                  | 15.02.1928 — 07.02.2002 | Председатель колхоза «Прогресс» Измаильского района Одесской области | 23.06.1966      | сельхоз         | Измаильский район             | [ ГС 112 ] |
| 111        | Нагирняк Дмитрий Ефимович                  | 22.10.1928 — 04.09.2009 | Бригадир колхоза имени Кирова Любашёвского района Одесской области | 23.06.1966      | сельхоз         | Савранский район              | [ ГС 113 ] |
| 112        | Небога Мария Андреевна                     | 10.06.1937 — 24.12.2005 | Звеньевая колхоза «Родина» Саратского района Одесской области | 23.06.1966      | сельхоз         | Саратский район               | [ ГС 114 ] |
| 113        | Нещадименко Евгения Миновна                | 06.01.1914 — 08.11.2007 | Звеньевая колхоза имени Шевченко Николаевского района Одесской области | 15.07.1949      | сельхоз         | *Черкасская область           | [ ГС 115 ] |
| 114        | Овчар Евгений Лукьянович                   | 17.01.1917 — 31.03.2003 | Председатель колхоза «Зоря комунизму» Любашёвского района Одесской области | 31.12.1965      | сельхоз         | Любашёвский район             | [ ГС 116 ] |
| 115        | Овчаренко Андрей Андреевич                 | 12.08.1939 — 24.01.2003 | Звеньевой механизированного звена колхоза «Память Ильича» Николаевского района Одесской области | 08.04.1971      | сельхоз         | Николаевский район            | [ ГС 117 ] |
| 116        | Осипенко Иван Фёдорович                    | 01.05.1920 — 20.09.2011 | Бригадир колхоза «1 Мая» Котовского района Одесской области | 23.06.1966      | сельхоз         | Подольский район              | [ ГС 118 ] |
| 117        | Остапенко Аксентий Семёнович               | 1909 — ????             | *Звеньевой виноградарского совхоза «Шабо» Министерства пищевой промышленности СССР, Лиманский район Измаильской области                                                                            | 26.09.1950      | сельхоз         |                               |            |
| 118        | Павлов Алексей Иванович                    | 20.09.1930 — 13.01.2002 | Звеньевой механизированного звена колхоза «Путь Ильича» Арцизского района Одесской области | 08.04.1971      | сельхоз         | Арцизский район               | [ ГС 119 ] |
| 119        | Павлов Николай Васильевич                  | 30.05.1913 — 13.02.2008 | Главный врач бассейновой санитарно-эпидемиологической станции Черноморско-Азовского водздравотдела, гор. Одесса                                                                                    | 04.02.1969      | здравоохранение | *Тверская область             | [ ГС 120 ] |
| 120        | Палий Иван Ананьевич                       | 23.06.1924 — ????       | Бригадир копровщиков плавстройотряда № 6 треста «Черноморгидрострой» Министерства транспортного строительства СССР, Одесская область                                                               | 07.05.1971      | строительство   | *Полтавская область           | [ ГС 121 ] |
| 121        | Панов Григорий Емельянович                 | 1914—1993               | Гарпунёр китобойного судна «Слава 9» китобойной флотилии «Слава» Министерства рыбной промышленности СССР, Одесская область                                                                         | 09.03.1950      | рыбпром         | *Краснодарский край           | [ ГС 122 ] |
| 122        | Пеструилова Вера Ефремовна                 | 1919 — ????             | Звеньевая колхоза «Червоный маяк» Цебриковского района Одесской области | 24.06.1949      | сельхоз         | Одесская область              | [ ГС 123 ] |
| 122.000017 | Повидало Пётр Карпович                     | 03.08.1924 — ????       | Тракторист Сальковского свеклосовхоза Министерства пищевой промышленности СССР, Одесская область                                                                                                   | 06.10.1951      | сельхоз         | *Винницкая область            | [ ГС 124 ] |
| 123        | Подгорный Павел Георгиевич                 | 30.06.1923 — 01.07.2011 | Бригадир кузнецов Измаильского порта Министерства морского флота СССР, Одесская область | 04.05.1971      | транспорт       | Измаильский район             | [ ГС 125 ] |
| 124        | Полишко Илья Панкратьевич                  | 1912—1992               | Свинарь-механизатор совхоза «Красный» Тарутинского района Одесской области | 28.02.1962      | сельхоз         | *Харьковская область          | [ ГС 126 ] |
| 125        | Поляков Пётр Николаевич                    | 22.06.1923 — 08.04.2007 | Директор совхоза имени Ленина Беляевского района Одесской области | 24.12.1976      | сельхоз         | Лиманский район               | [ ГС 127 ] |
| 126        | Пономаренко Матрёна Деомидовна             | 1923 — ????             | Звеньевая совхоза имени Котовского Раздельнянского района Одесской области | 26.02.1958      | сельхоз         | *Новосибирская область        | [ ГС 128 ] |
| 127        | Потей Дмитрий Иванович                     | 10.08.1928 — 04.08.1985 | Сталевар Одесского завода сельскохозяйственного машиностроения имени Октябрьской революции Министерства тракторного и сельскохозяйственного машиностроения СССР                                    | 05.04.1971      | машиностроение  | *Винницкая область            | [ ГС 129 ] |
| 128        | Потоцкий Семён Иванович                    | 1903 — ????             | Тракторист ордена Ленина МТС имени Шевченко Березовского района Одесской области | 26.02.1958      | сельхоз         | Березовский район             | [ ГС 130 ] |
| 128.000018 | Праниченко Александр Иванович              | 1912—1976               | Тракторист семеноводческого совхоза имени 25 Октября Министерства совхозов СССР, Первомайский район Одесской области                                                                               | 18.06.1949      | сельхоз         | *Николаевская область         |            |
| 129        | Пургин Афанасий Николаевич                 | 31.01.1902 — 04.12.1971 | Гарпунёр китобойного судна «Слава 8» китобойной флотилии «Слава» Министерства рыбной промышленности СССР, Одесская область                                                                         | 09.03.1950      | рыбпром         | *Архангельская область        | [ ГС 131 ] |
| 130        | Путенцов Иван Яковлевич                    | 1913 — ????             | Тракторист МТС имени Шевченко Березовского района Одесской области | 15.07.1949      | сельхоз         | Березовский район             | [ ГС 132 ] |
| 131        | Пучковская Надежда Александровна           | 25.05.1908 — 15.05.2001 | Директор Украинского научно-исследовательского экспериментального института глазных болезней и тканевой терапии имени Филатова, гор. Одесса                                                        | 07.03.1960      | наука           | *Смоленская область           | [ ГС 133 ] |
| 132        | Радощук Иван Михайлович                    | 1929 — ????             | Механизатор колхоза «Дружба» Ивановского района Одесской области | 08.12.1973      | сельхоз         | Ивановский район              | [ ГС 134 ] |
| 133        | Решетникова Анна Сафроновна                | род. 17.09.1938         | Главный агроном колхоза «Дружба» Килийского района Одесской области | 17.08.1988      | сельхоз         | Килийский район               | [ ГС 135 ] |
| 134        | Романенко Анна Пантелеевна                 | 1924 — ????             | *Звеньевая колхоза имени Мичурина Килийского района Измаильской области | 19.10.1951      | сельхоз         |                               |            |
| 135        | Ротар Анатолий Фёдорович                   | 01.10.1936 — 11.08.2021 | Бригадир хозрасчётной укрупнённой комплексной бригады докеров-механизаторов Ильичёвского морского торгового порта Черноморского морского пароходства Министерства морского флота СССР, гор. Одесса | 17.10.1985      | транспорт       | *Николаевская область         | [ ГС 136 ] |
| 136        | Руссев Фёдор Родионович                    | 1912 — 20.05.1968       | Бригадир колхоза имени Калинина Болградского района Одесской области | 30.04.1966      | сельхоз         | Болградский район             | [ ГС 137 ] |
| 137        | Рыценко Мария Семёновна                    | 1926 — ????             | Звеньевая колхоза имени Карла Либкнехта Одесского района Одесской области | 04.07.1949      | сельхоз         | Одесская область              | [ ГС 138 ] |
| 138        | Саблин Алексей Григорьевич                 | 20.09.1927 — 31.08.1998 | Токарь Одесского завода прессов Министерства станкостроительной и инструментальной промышленности СССР                                                                                             | 05.04.1971      | станкопром      | *Оренбургская область         | [ ГС 139 ] |
| 139        | Самборский Пётр Федотович                  | 15.04.1921 — 23.02.2012 | Звеньевой механизированного звена колхоза имени Советской Армии Котовского района Одесской области                                                                                                 | 08.04.1971      | сельхоз         | Подольский район              | [ ГС 140 ] |
| 139.000019 | Сатановский Дмитрий Иванович               | 1910 — ????             | Бригадир колхоза имени Щорса Грушковского района Одесской области | 14.05.1948      | сельхоз         | *Кировоградская область       | [ ГС 141 ] |
| 140        | Селезнёва (Хрусталёва) Федосия Емельяновна | род. 1929               | *Звеньевая виноградарского совхоза имени Котовского Министерства пищевой промышленности СССР, Измаильский район Измаильской области                                                                | 05.07.1951      | сельхоз         | Одесская область              |            |
| 141        | Сербова (Стоянова) Степанида Николаевна    | род. 27.11.1926         | Звеньевая колхоза имени Будённого Березовского района Одесской области | 21.03.1949      | сельхоз         | Ивановский район              | [ ГС 142 ] |
| 141.00002  | Сербул Ефимия Никифоровна                  | 10.04.1920 — ????       | Звеньевая колхоза имени Ленина Врадиевского района Одесской области | 24.06.1949      | сельхоз         | *Николаевская область         | [ ГС 143 ] |
| 142        | Сергиенко Иван Терентьевич                 | 19.08.1909 — 1977       | Главный агроном районного отдела сельского хозяйства Котовского района Одесской области | 19.07.1951      | сельхоз         | *Полтавская область           | [ ГС 144 ] |
| 142.000021 | Сетер Ольга Иустимовна                     | 1926 — ????             | Звеньевая колхоза имени Ленина Врадиевского района Одесской области | 24.06.1949      | сельхоз         | *Николаевская область         | [ ГС 145 ] |
| 143        | Скрипка Рома Семёновна                     | род. 21.09.1937         | Звеньевая колхоза имени Ленина Савранского района Одесской области | 24.12.1976      | сельхоз         | Одесская область              |            |
| 143.000022 | Смелянец Вера Гавриловна                   | род. 1928               | Звеньевая колхоза имени Ленина Первомайского района Одесской области | 21.03.1949      | сельхоз         | *Николаевская область         |            |
| 144        | Соболев Василий Сергеевич                  | 01.12.1899 — 30.07.1969 | Директор Коминтерновской МТС Коминтерновского района Одесской области | 26.02.1958      | сельхоз         | Лиманский район               | [ ГС 146 ] |
| 145        | Соколова Зоя Николаевна                    | 1914 — ????             | Звеньевая колхоза имени Карла Либкнехта Одесского района Одесской области | 04.07.1949      | сельхоз         | *Костромская область          | [ ГС 147 ] |
| 146        | Соловьёв Валентин Михайлович               | 14.02.1928 — 04.03.1992 | Капитан теплохода «Вилково» Советского Дунайского пароходства Министерства морского флота СССР, гор. Измаил Одесской области                                                                       | 29.07.1966      | транспорт       | *Херсонская область           | [ ГС 148 ] |
| 147        | Соломатина Зинаида Фёдоровна               | 23.09.1921 — 24.04.1974 | Командир корабля авиаотряда Гражданского воздушного флота, Одесская область | 07.03.1960      | транспорт       | *Калужская область            | [ ГС 149 ] |
| 148        | Соляник Алексей Николаевич                 | 02.11.1912 — 17.02.1984 | Капитан-директор китобойной флотилии «Слава» Министерства рыбной промышленности СССР, Одесская область                                                                                             | 09.03.1950      | рыбпром         | *Приморский край              | [ ГС 150 ] |
| 149        | Сорока Дмитрий Игнатьевич                  | 1901 — 03.01.1975       | Капитан дизель-электрохода Черноморского государственного морского пароходства Министерства морского флота СССР, Одесская область                                                                  | 03.08.1960      | транспорт       | *Херсонская область           | [ ГС 151 ] |
| 150        | Стенгач Фёдор Фёдорович                    | 1908 — ????             | Председатель исполнительного комитета Котовского районного Совета депутатов трудящихся Одесской области                                                                                            | 19.07.1951      | госуправление   | Одесса                        |            |
| 151        | Стериополов Степан Александрович           | род. 11.04.1937         | Тракторист совхоза «Красный» Тарутинского района Одесской области | 08.12.1973      | сельхоз         | Тарутинский район             | [ ГС 152 ] |
| 152        | Суворова Евдокия Ивановна                  | 13.08.1924 — 18.10.2006 | Агроном-виноградарь виноградарского совхоза «Шабо» Министерства пищевой промышленности Украинской ССР, Белгород-Днестровский район Одесской области                                                | 26.04.1971      | сельхоз         | *Донецкая область             | [ ГС 153 ] |
| 153        | Сухарчук Михаил Григорьевич                | 1925 — ????             | Бригадир комплексной бригады колхоза «Заря коммунизма» Любашёвского района Одесской области | 08.04.1971      | сельхоз         | Николаевский район            | [ ГС 154 ] |
| 154        | Тарабаненко Яков Тимофеевич                | 1898 — ????             | Бригадир колхоза имени Карла Либкнехта Одесского района Одесской области | 04.07.1949      | сельхоз         | *Кировоградская область       | [ ГС 155 ] |
| 154.000023 | Татарова Ольга Ивановна                    | 1913—1980               | Звеньевая семеноводческого совхоза имени 25 лет Октября Министерства совхозов СССР, Первомайский район Одесской области                                                                            | 13.03.1948      | сельхоз         | *Кировоградская область       | [ ГС 156 ] |
| 155        | Терземан Надежда Алексеевна                | 10.10.1918 — 13.04.1997 | Звеньевая колхоза «Червоный маяк» Цебриковского района Одесской области | 24.06.1949      | сельхоз         | Одесская область              | [ ГС 157 ] |
| 156        | Титиевский Леонид Афанасьевич              | 24.06.1920 — 07.03.2006 | Бригадир колхоза имени Калинина Балтского района Одесской области | 23.06.1966      | сельхоз         | Савранский район              | [ ГС 158 ] |
| 157        | Титов Евгений Лаврентьевич                 | 01.10.1915 — 06.06.1979 | Старший механик турбохода «Пекин» Черноморского морского пароходства Министерства морского флота СССР, гор. Одесса                                                                                 | 09.08.1963      | транспорт       | Балтский район                | [ ГС 159 ] |
| 158        | Тонкошнур Михаил Фёдорович                 | 1916 — ????             | Старший машинист паровозного депо Котовск Одесской железной дороги, Одесская область | 01.08.1959      | транспорт       | Подольский район              | [ ГС 160 ] |
| 159        | Третьяк Анатолий Григорьевич               | 20.08.1928 — 31.08.1989 | Капитан теплохода «Лениногорск» Черноморского морского пароходства Министерства морского флота СССР, гор. Одесса                                                                                   | 09.08.1963      | транспорт       | Одесса                        | [ ГС 161 ] |
| 160        | Тупиков Василий Логинович                  | 14.03.1913 — 01.12.1985 | Гарпунёр китобойного судна «Выдержанный» флотилии «Советская Украина», Одесская область | 12.12.1960      | рыбпром         | *Красноярский край            | [ ГС 162 ] |
| 161        | Тур Василий Захарович                      | 21.08.1919 — 13.07.1986 | Председатель колхоза имени Татарбунарского восстания Татарбунарского района Одесской области | 22.03.1966      | сельхоз         | *Полтавская область           | [ ГС 163 ] |
| 162        | Тымунь Николай Алексеевич                  | род. 03.02.1940         | Бригадир хозрасчётной укрупнённой комплексной бригады Одесского морского торгового порта Министерства морского флота СССР                                                                          | 20.07.1984      | транспорт       | *Винницкая область            | [ ГС 164 ] |
| 163        | Унгурян (Черниченко) Евдокия Онуфриевна    | 08.03.1921 — 08.10.1996 | Свинарка колхоза имени Октябрьской революции Измаильского района Одесской области | 22.03.1966      | сельхоз         | Измаильский район             | [ ГС 165 ] |
| 164        | Филатов Владимир Петрович                  | 27.15.1875 — 30.10.1956 | Основатель научной школы офтальмологов, академик Академии медицинских наук СССР и Академии наук Украинской ССР, Одесская область                                                                   | 15.07.1950      | наука           | *Пензенская область           | [ ГС 166 ] |
| 165        | Хомко Пётр Арсентьевич                     | 07.09.1912 — 08.02.1985 | Первый секретарь Березовского райкома Компартии Украины, Одесская область | 26.02.1958      | госуправление   | Одесса                        | [ ГС 167 ] |
| 166        | Хряпченко Фёдор Степанович                 | 25.10.1925 — 30.08.2003 | Заведующий фермой колхоза имени Ленина Белгород-Днестровского района Одесской области | 06.03.1981      | сельхоз         | *Кировоградская область       | [ ГС 168 ] |
| 167        | Цыганкова Ольга Григорьевна                | 17.03.1926 — ????       | Дежурная по станции Одесса-Сортировочная Одесско-Кишинёвской железной дороги | 04.05.1971      | транспорт       | Одесская область              | [ ГС 169 ] |
| 168        | Чербаев Виктор Иванович                    | 21.04.1930 — 20.10.2015 | Токарь Одесского завода тяжёлого машиностроения имени Январского восстания Министерства строительного, дорожного и коммунального машиностроения СССР                                               | 20.04.1971      | машиностроение  | Одесса                        | [ ГС 170 ] |
| 169        | Чернецкий Зиновий Трифонович               | 1919 — ????             | *Звеньевой виноградарского совхоза «Шабо» Министерства пищевой промышленности СССР, Лиманский район Измаильской области                                                                            | 26.09.1950      | сельхоз         | Одесская область              |            |
| 170        | Черняк Иван Ануфриевич                     | 1908—1970               | Бригадир колхоза имени Будённого Березовского района Одесской области | 21.03.1949      | сельхоз         | *Киевская область             | [ ГС 171 ] |
| 171        | Чечукова (Березовская) Серафима Савельевна | 13.02.1926 — 17.06.2012 | Звеньевая колхоза имени Будённого Березовского района Одесской области | 21.03.1949      | сельхоз         | Ивановский район              | [ ГС 172 ] |
| 172        | Чешенко Лидия Григорьевна                  | 20.06.1941 — 07.04.2015 | Бригадир совхоза «Южный» Саратского района Одесской области | 08.12.1973      | сельхоз         | *Винницкая область            | [ ГС 173 ] |
| 173        | Шаповалова Лидия Васильевна                | род. 20.08.1937         | Звеньевая совхоза «Красный маяк» Беляевского района Одесской области | 08.04.1971      | сельхоз         | Беляевский район              | [ ГС 174 ] |
| 174        | Шевченко Борис Алексеевич                  | 13.03.1920 — 09.08.2012 | Слесарь Одесского завода сельскохозяйственного машиностроения имени Октябрьской революции Министерства тракторного и сельскохозяйственного машиностроения СССР                                     | 05.08.1966      | машиностроение  | Одесса                        | [ ГС 175 ] |
| 175        | Шкимбов Дмитрий Иванович                   | род. 1933               | Звеньевой механизированного звена колхоза имени XXII съезда КПСС Саратского района Одесской области                                                                                                | 08.04.1971      | сельхоз         | Саратский район               | [ ГС 176 ] |
| 176        | Шмаргун Митрофан Поликарпович              | 17.04.1918 — 05.07.2005 | Мастер воспитательной трудовой колонии № 14 Главного управления исправительно-трудовых учреждений Министерства внутренних дел СССР, Одесская область                                               | 01.03.1974      | МВД             | *Винницкая область            | [ ГС 177 ] |
| 177        | Щелкова Лидия Ивановна                     | 22.06.1925 — ????       | Рабочая Одесского опытно-экспериментального консервного завода имени Ленина Министерства пищевой промышленности Украинской ССР                                                                     | 26.04.1971      | пищепром        | Одесса                        | [ ГС 178 ] |
| 177.000024 | Щербинина Наталия Алексеевна               | 1924 — ????             | Звеньевая семеноводческого совхоза имени 25 лет Октября Министерства совхозов СССР, Первомайский район Одесской области                                                                            | 13.03.1948      | сельхоз         | *Николаевская область         | [ ГС 179 ] |
| 178        | Яковлев Григорий Георгиевич                | 28.02.1927 — 14.09.2013 | Шкипер баржи Дунайского государственного пароходства Министерства морского флота СССР, гор. Измаил Одесской области                                                                                | 03.08.1960      | транспорт       | *Николаевская область         | [ ГС 180 ] |
| 179        | Яковлев Ефим Алексеевич                    | 11.03.1907 — 29.12.1989 | Председатель колхоза «Красный Октябрь» Ананьевского района Одесской области | 08.06.1951      | сельхоз         | Ананьевский район             | [ ГС 181 ] |
| 180        | Яковлева (Бойченко) Нина Захаровна         | род. 1930               | Звеньевая колхоза имени Будённого Березовского района Одесской области | 21.03.1949      | сельхоз         | Березовский район             | [ ГС 182 ] |

## Уроженцы Одесской области, удостоенные звания Героя Социалистического Труда в других регионах СССР
| № | Фамилия, имя, отчество           | Даты жизни              | Деятельность                                                                                          | Дата присвоения       | Отрасль        | Место рождения | ГС       |
| - | -------------------------------- | ----------------------- | --- | --------------------- | -------------- | -------------- | -------- |
| 1 | Глушко Валентин Петрович         | 03.09.1908 — 10.01.1989 | Главный конструктор ОКБ-456 Министерства оборонной промышленности СССР, гор. Химки Московской области | 20.04.1956 17.06.1961 | машиностроение | Одесса         | [ ГС 1 ] |
| 2 | Нудельман Александр Эммануилович | 21.08.1912 — 02.08.1996 | Главный конструктор ОКБ-16 Министерства оборонной промышленности СССР, гор. Москва                    | 28.07.1966 20.08.1982 | машиностроение | Одесса         | [ ГС 2 ] |

| №  | Фамилия, имя, отчество                      | Даты жизни              | Деятельность | Дата присвоения | Отрасль           | Район рождения              | ГС        |
| -- | ------------------------------------------- | ----------------------- | --- | --------------- | ----------------- | --------------------------- | --------- |
| 1  | Алексеенко (Журбенко) Валентина Харитоновна | 02.12.1925 — 04.08.1991 | Звеньевая виноградарского совхоза «Гратиешты» Министерства пищевой промышленности СССР, Криулянский район Молдавской ССР | 23.07.1951      | сельхоз           | Белгород-Днестровский район | [ ГС 3 ]  |
| 2  | Андрусенко Павел Дмитриевич                 | 1906 — ????             | Старший механик хлопкового совхоза «Семеновод» Министерства совхозов СССР, Курган-Тюбинский район Сталинабадской области | 01.04.1948      | сельхоз           |                             |           |
| 3  | Анчербак Фёдор Григорьевич                  | 1918 — ????             | Бригадир Урекского совхоза Министерства сельского хозяйства СССР, Махарадзевский район Грузинской ССР | 05.07.1949      | сельхоз           | Любашёвский район           | [ ГС 4 ]  |
| 4  | Батенчук Евгений Никанорович                | 28.02.1914 — 30.05.1999 | Начальник производственного объединения «Камгэсэнергострой» Министерства энергетики и электрификации СССР, Татарская АССР | 14.09.1981      | энергетика        | Балтский район              | [ ГС 5 ]  |
| 5  | Бедный Павел Афанасьевич                    | 1920—1971               | Главный инженер управления треста «Гидроэлектромонтаж» на строительстве Куйбышевской ГЭС | 09.08.1958      | энергетика        | Николаевский район          | [ ГС 6 ]  |
| 6  | Бойко Фёдор Филиппович                      | 1924 — ????             | Бригадир-электромонтажник воинской части Министерства обороны СССР | 29.07.1966      | строительство     |                             |           |
| 7  | Буков Емилиан Нестерович                    | 08.08.1909 — 17.10.1984 | Писатель и поэт, народный писатель Молдавской ССР, гор. Кишинёв | 08.08.1979      | культура          | Измаильский район           | [ ГС 7 ]  |
| 8  | Варшавский Иван Николаевич                  | род. 10.04.1938         | Бригадир монтёров пути строительно-монтажного поезда № 596 управления строительства «Бамстройпуть» Министерства транспортного строительства СССР, Читинская область | 25.10.1984      | строительство     | Кодымский район             | [ ГС 8 ]  |
| 9  | Гергин Феликс Анатольевич                   | 11.09.1926 — 25.04.2013 | Машинист паровозного депо Егоршино Свердловской железной дороги, Свердловская область | 01.08.1959      | транспорт         | Одесса                      | [ ГС 9 ]  |
| 10 | Гилельс Эмиль Григорьевич                   | 19.10.1916 — 14.10.1985 | Солист Московской государственной филармонии, народный артист СССР | 18.10.1976      | культура          | Одесса                      | [ ГС 10 ] |
| 11 | Глухов Захар Николаевич                     | 24.03.1905 — ????       | Первый секретарь Марьинского райкома Компартии Украины, Сталинская область | 26.02.1958      | госуправление     | Кодымский район             | [ ГС 11 ] |
| 12 | Григоращенко Анатолий Лукич                 | 28.12.1930 — 22.09.1999 | Машинист бумагоделательной машины Жидачовского картонно-бумажного комбината им 50-летия Великой Октябрьской социалистической революции Министерства целлюлозно-бумажной промышленности СССР, Львовская область                                                             | 20.04.1971      | лесбумпром        | Татарбунарский район        |           |
| 13 | Дащенко Николай Мефодиевич                  | 27.03.1913 — 06.11.1981 | Директор семеноводческого совхоза «Красноармеец» Министерства совхозов СССР, Юрьевский район Днепропетровской области | 03.05.1948      | сельхоз           |                             |           |
| 14 | Деккер Екатерина Генриховна                 | 27.07.1927 — 25.12.2012 | Доярка Кустанайской областной сельскохозяйственной опытной станции, Кустанайская область | 22.03.1966      | сельхоз           | Великомихайловский район    | [ ГС 12 ] |
| 15 | Диденко Текля Тимофеевна                    | 1921 — ????             | Рабочая совхоза имени Берия Министерства сельского хозяйства СССР, Цаленджихский район Грузинской ССР | 05.07.1949      | сельхоз           |                             | [ ГС 13 ] |
| 16 | Дмитриенко Иван Сергеевич                   | 1908—1987               | Машинист локомотивного депо Кавказская Северо-Кавказской железной дороги, Краснодарский край | 01.08.1959      | транспорт         | Подольский район            | [ ГС 14 ] |
| 17 | Доброносов Николай Иванович                 | 18.12.1925 — 21.09.2017 | Токарь Копейского машиностроительного завода имени С. М. Кирова Министерства тяжёлого, энергетического и транспортного машиностроения СССР, Челябинская область | 05.04.1971      | машиностроение    | Одесса                      | [ ГС 15 ] |
| 18 | Донской Марк Семёнович                      | 06.03.1901 — 21.03.1981 | Кинорежиссёр Центральной киностудии детских и юношеских фильмов имени М. Горького, гор. Москва | 01.06.1971      | культура          | Одесса                      | [ ГС 16 ] |
| 19 | Дурадажи Иван Григорьевич                   | род. 22.09.1931         | Бригадир проходчиков горных выработок шахты № 3 треста «Абайуголь» Управления угольной промышленности Казахской ССР, Карагандинская область | 29.06.1966      | углепром          | Болградский район           | [ ГС 17 ] |
| 20 | Егоров Евгений Павлович                     | 20.01.1908 — 21.10.1982 | Директор завода № 402 Государственного комитета Совета Министров СССР по судостроению, гор. Северодвинск Архангельской области | 23.07.1959      | машиностроение    | Березовский район           | [ ГС 18 ] |
| 21 | Желязко Николай Николаевич                  | 1923—1987               | Бригадир тракторно-полеводческой бригады Краснодонского совхоза Урицкого района Кустанайской области | 11.01.1957      | сельхоз           | Ивановский район            | [ ГС 19 ] |
| 22 | Захаров Иван Андреевич                      | 1906 — ????             | Слесарь Нижнеднепровского вагоноремонтного завода Днепропетровского совнархоза | 01.08.1959      | транспорт         | Одесса                      |           |
| 23 | Згурский Валентин Арсентьевич               | 09.02.1927 — 24.10.2014 | Генеральный директор Киевского производственного объединения имени С. П. Королёва Министерства промышленности средств связи СССР | 10.03.1981      | радиоэлектронпром | Подольский район            | [ ГС 20 ] |
| 24 | Зубченко Татьяна Прокофьевна                | 1917 — ????             | Рабочая Лайтурского совхоза имени Кирова Министерства сельского хозяйства СССР, Махарадзевкий район Грузинской ССР | 05.07.1949      | сельхоз           |                             | [ ГС 21 ] |
| 25 | Ивченко Иван Иванович                       | 1911 — ????             | Комбайнёр совхоза «Нечаянский» Николаевского района Николаевской области | 23.06.1966      | сельхоз           |                             |           |
| 26 | Казанский Борис Александрович               | 25.04.1891 — 05.04.1973 | Заведующий лабораторией каталитического синтеза Института органической химии имени Н. Д. Зелинского, профессор кафедры химии и органического катализа химического факультета Московского государственного университета имени М. В. Ломоносова, академик Академии наук СССР | 13.03.1969      | наука             | Одесса                      | [ ГС 22 ] |
| 27 | Кармен Роман Лазаревич                      | 29.11.1906 — 28.04.1978 | Кинорежиссёр, народный артист СССР, гор. Москва | 18.03.1976      | культура          | Одесса                      | [ ГС 23 ] |
| 28 | Карпенко Никон Семёнович                    | 1903—1972               | Гарпунёр Второй Дальневосточной китобойной флотилии Главприморрыбпрома, Приморский край | 02.03.1957      | рыбпром           | Одесса                      | [ ГС 24 ] |
| 29 | Катаев Валентин Петрович                    | 28.01.1897 — 12.04.1986 | Писатель, драматург, поэт, гор. Москва | 27.09.1974      | культура          | Одесса                      | [ ГС 25 ] |
| 30 | Косенко Лидия Ивановна                      | род. 1924               | Рабочая Лайтурского совхоза-техникума имени Кирова Махарадзевского района Грузинской ССР | 08.04.1971      | сельхоз           |                             |           |
| 31 | Кульчитский Виктор Иосифович                | 10.03.1914 — ????       | Машинист экскаватора Сорского молибденового комбината Красноярского совнархоза, Хакасская автономная область | 09.06.1961      | металлургия       | Одесса                      | [ ГС 26 ] |
| 32 | Курышина Евгения Мефодиевна                 | 06.05.1932 — 19.02.2019 | Бригадир совхоза-завода «Чумай» Вулканештского района Молдавской ССР | 30.04.1966      | сельхоз           | Татарбунарский район        | [ ГС 27 ] |
| 33 | Кучеренко Феодосий Трофимович               | 10.05.1921 — ????       | Винодел виноградарского совхоза-завода «Чумай» Министерства пищевой промышленности Молдавской ССР, Тараклийский район | 26.04.1971      | сельхоз           | Татарбунарский район        | [ ГС 28 ] |
| 34 | Лазарева (Колесниченко) Мария Павловна      | род. 1928               | Звеньевая совхоза «Нижне-Чуйский» Министерства сельского хозяйства СССР, Кагановичский район Фрунзенской области | 10.07.1950      | сельхоз           | Овидиопольский район        | [ ГС 29 ] |
| 35 | Леонтичук Александр Семёнович               | 10.02.1908 — 22.12.1982 | Директор комбината № 816 Министерства среднего машиностроения СССР, гор. Северск Томской области | 07.03.1962      | атомпром          | Одесса                      | [ ГС 30 ] |
| 36 | Лукенчук Христа Петровна                    | 1895 — ????             | Свинарка колхоза имени Чарквиани Цителицкаройского района Грузинской ССР | 17.08.1950      | сельхоз           |                             |           |
| 37 | Лысова Пелагея Евдокимовна                  | 1898 — ????             | Рабочая Очхамурского совхоза имени Сталина Министерства сельского хозяйства СССР, Кобулетский район Аджарской АССР | 31.07.1950      | сельхоз           |                             | [ ГС 31 ] |
| 38 | Максименко Нина Фёдоровна                   | род. 10.10.1927         | Прессовщица Красноармейского динасового завода имени Дзержинского Министерства чёрной металлургии Украинской ССР, Донецкая область | 29.12.1973      | металлургия       |                             | [ ГС 32 ] |
| 39 | Михайлевич Михаил Иванович                  | 22.02.1898 — 10.07.1969 | Председатель сельхозартели «Серп и Молот» Фёдоровского района Кустанайской области | 11.01.1957      | сельхоз           | Ивановский район            | [ ГС 33 ] |
| 40 | Молдованов Дмитрий Давыдович                | 25.12.1912 — 26.11.1990 | Главный механик теплохода «Русь» Дальневосточного морского пароходства Министерства морского флота СССР, гор. Владивосток Приморского края | 29.07.1966      | транспорт         | Беляевский район            | [ ГС 34 ] |
| 41 | Молодец Иван Николаевич                     | 09.05.1938 — 14.07.2012 | Горнорабочий очистного забоя Марганецкого горно-обогатительного комбината имени 60-летия Советской Украины Министерства чёрной металлургии Украинской ССР, Днепропетровская область                                                                                        | 29.04.1986      | металлургия       |                             | [ ГС 35 ] |
| 42 | Осока Павел Ильич                           | 09.10.1913 — 21.08.1965 | Старший монтажник реакторов Днепровского титано-магниевого комбината Запорожского совнархоза | 09.06.1961      | металлургия       | Раздельнянский район        | [ ГС 36 ] |
| 43 | Павленко Владимир Якимович                  | 16.09.1925 — 30.09.2012 | Машинист завалочной машины Лысьвенского металлургического завода Министерства чёрной металлургии СССР, Пермская область | 30.03.1971      | металлургия       | Ивановский район            | [ ГС 37 ] |
| 44 | Паниско Агафия Власовна                     | 1900—1981               | Звеньевая виноградарского совхоза «Трифешты» Кагульского района Молдавской ССР | 23.07.1951      | сельхоз           | Измаильский район           |           |
| 45 | Пашковский Григорий Владимирович            | 1926 — ????             | Председатель колхоза «Украина» Веселиновского района Николаевской области | 23.06.1966      | сельхоз           |                             |           |
| 46 | Петренко Артём Анисимович                   | 1899 — ????             | Председатель сельхозартели имени Молотова Тарановского района Кустанайской области | 11.01.1957      | сельхоз           | Беляевский район            | [ ГС 38 ] |
| 47 | Погорелов Владимир Григорьевич              | 03.03.1941 — 21.06.2015 | Директор совхоза имени XXVI съезда КПСС Николаевского района Николаевской области | 07.06.1990      | сельхоз           | Тарутинский район           | [ ГС 39 ] |
| 48 | Росинский Дмитрий Афанасьевич               | 14.03.1927 — 24.01.2010 | Бригадир комплексной бригады совхоза «Заречный» Ленинского района Северо-Казахстанской области | 10.12.1973      | сельхоз           | Балтский район              | [ ГС 40 ] |
| 49 | Русанов Евгений Анатольевич                 | 03.10.1928 — 11.05.2002 | Варщик целлюлозы Поронайского целлюлозно-бумажного комбината Министерства лесной, целлюлозно-бумажной и деревообрабатывающей промышленности СССР, Сахалинская область | 17.09.1966      | лесбумпром        | Одесса                      | [ ГС 41 ] |
| 50 | Серый Зосим Львович                         | 30.11.1916 — 09.02.1977 | Начальник управления строительства «Нарынгидроэнергострой» Министерства энергетики и электрификации СССР, Ошская область | 18.03.1976      | энергетика        | Одесса                      | [ ГС 42 ] |
| 51 | Сирота Григорий Михайлович                  | род. 01.05.1931         | Горнорабочий очистного забоя шахты № 3 «Великомостовская» комбината «Укрзападуголь» Министерства угольной промышленности Украинской ССР, Львовская область | 30.03.1971      | углепром          |                             |           |
| 52 | Следзюк Александр Калинович                 | 28.08.1919 — 24.12.1985 | Главный инженер-механик атомного ледокола «Ленин» Мурманского морского пароходства Министерства морского флота СССР | 09.08.1963      | транспорт         | Одесса                      | [ ГС 43 ] |
| 53 | Слонимер Борис Михайлович                   | 1902 — 30.11.1980       | Директор Научно-исследовательского института № 3 реактивной техники Народного комиссариата боеприпасов СССР, гор. Москва | 21.06.1991      | оборонпром        | Одесса                      | [ ГС 44 ] |
| 54 | Солонар Борис Степанович                    | 25.02.1927 — 18.12.2003 | Бригадир строительно-монтажного управления треста «Симферопольжилстрой» Министерства жилищно-гражданского строительства Украинской ССР, Крымская область | 08.01.1974      | строительство     | Любашёвский район           | [ ГС 45 ] |
| 55 | Солтун Евдокия Фёдоровна                    | 27.03.1927 — 25.10.2011 | Доярка колхоза «Луч» Первомайского района Крымской области | 06.09.1973      | сельхоз           | Любашёвский район           | [ ГС 46 ] |
| 56 | Стражеско Николай Дмитриевич                | 29.12.1876 — 27.06.1952 | Директор Украинского научно-исследовательского института клинической медицины, академик Академии наук СССР, гор. Киев | 23.01.1947      | наука             | Одесса                      | [ ГС 47 ] |
| 57 | Табунец Елена Дементьевна                   | 1911 — ????             | Звеньевая Мало-Висковского свеклосовхоза Министерства пищевой промышленности СССР, Мало-Висковский район Кировоградской области | 30.04.1948      | сельхоз           | Одесса                      | [ ГС 48 ] |
| 58 | Тарадайко Всеволод Семёнович                | 29.04.1924 — 29.08.1996 | Начальник комбината «Донецкуголь» Министерства угольной промышленности Украинской ССР, Донецкая область | 30.03.1971      | углепром          | Николаевский район          | [ ГС 49 ] |
| 59 | Утка Александр Захарович                    | 12.09.1911 — 02.11.1972 | Первый секретарь Братушанского райкома Компартии Молдавии | 15.02.1957      | госуправление     | Ананьевский район           | [ ГС 50 ] |
| 60 | Федоренко Иван Дмитриевич                   | 1914 — ????             | Главный агроном районного отдела сельского хозяйства Усть-Абаканского района Хакасской автономной области | 10.04.1948      | сельхоз           | Березовский район           | [ ГС 51 ] |
| 61 | Фотеско Пётр Игнатьевич                     | 07.06.1913 — 16.10.1999 | Машинист тепловоза локомотивного депо Кишинёв Одесско-Кишинёвской железной дороги, Молдавская ССР | 04.08.1966      | транспорт         | Балтский район              | [ ГС 52 ] |
| 62 | Цыбулевский Хаим Шулимович                  | 1908 — ????             | Директор Судженской МТС Анжеро-Судженского района Кемеровской области | 25.02.1949      | сельхоз           |                             |           |
| 63 | Чабан Григорий Петрович                     | род. 1937               | Бригадир комплексной бригады строительного управления № 135 треста «Одестрансстрой» Министерства транспортного строительства СССР, гор. Кишинёв Молдавской ССР | 08.01.1974      | строительство     | Кодымский район             |           |
| 64 | Чакир Яков Миронович                        | 23.03.1912 — 29.01.2003 | Директор совхоза «Прут» Унгенского района Молдавской ССР | 14.12.1972      | сельхоз           | Татарбунарский район        | [ ГС 53 ] |
| 65 | Чистопрудова Галина Александровна           | 1919—2008               | Агроном совхоза «Красавский» Самойловского района Саратовской области | 23.06.1966      | сельхоз           | Одесса                      | [ ГС 54 ] |
| 66 | Шатоха Светлана Васильевна                  | 04.04.1924 — 12.09.2017 | Швея-мотористка Днепропетровской швейной фабрики имени Володарского Министерства лёгкой промышленности Украинской ССР | 05.04.1971      | легпром           | Одесса                      | [ ГС 55 ] |
| 67 | Шинкоренко Анна Ивановна                    | 1909 — ????             | Звеньевая Узинского свеклосовхоза Министерства пищевой промышленности СССР, Белоцерковский район Киевской области | 30.04.1948      | сельхоз           |                             |           |
| 68 | Щеглеватых Иван Михайлович                  | 08.01.1907 — 02.04.1982 | Старший агроном зернового совхоза «Красный Октябрь» Министерства совхозов СССР, Алексеевский район Сталинградской области | 27.03.1948      | сельхоз           | Одесса                      | [ ГС 56 ] |

## Герои Социалистического Труда, прибывшие в Одесскую область на постоянное проживание из других регионов
| № | Фамилия, имя, отчество  | Даты жизни              | Деятельность                                                       | Дата присвоения       | Отрасль | Место рождения | ГС       |
| - | ----------------------- | ----------------------- | ------------------------------------------------------------------ | --------------------- | ------- | -------------- | -------- |
| 1 | Вдовенко Пётр Фёдорович | 03.01.1927 — 28.12.1995 | Председатель колхоза «Украина» Винницкого района Винницкой области | 26.02.1958 25.12.1959 | сельхоз | Одесса         | [ ГС 1 ] |

| №  | Фамилия, имя, отчество                 | Даты жизни              | Деятельность | Дата присвоения | Отрасль       | Район проживания | ГС       |
| -- | -------------------------------------- | ----------------------- | --- | --------------- | ------------- | ---------------- | -------- |
| 1  | Буянин Григорий Григорьевич            | 24.07.1924 — 30.07.1989 | Бригадир слесарей-монтажников Асбестовского монтажного управления треста «Союзшахтоспецмонтаж» Министерства монтажных и специальных строительных работ СССР, Свердловская область | 07.05.1971      | строительство | Одесса           | [ ГС 2 ] |
| 2  | Громова Вера Константиновна            | род. 1927               | Трактористка совхоза имени Петровского Березанского района Николаевской области                                                                                                   | 08.04.1971      | сельхоз       |                  | [ ГС 3 ] |
| 3  | Евич Николай Карпович                  | 12.04.1921 — 20.11.2008 | Тракторист семеноводческого совхоза имени 2-й пятилетки Министерства совхозов СССР, Первомайский район Одесской области                                                           | 18.06.1949      | сельхоз       |                  |          |
| 4  | Заборонюк (Шнырук) Ефросинья Ефремовна | 14.05.1928 — 28.12.2006 | Звеньевая колхоза имени Будённого Черневецкого района Винницкой области | 16.02.1948      | сельхоз       | Черноморск       | [ ГС 4 ] |
| 5  | Ивлева Татьяна Ивановна                | 08.01.1911 — 21.04.1983 | Звеньевая колхоза имени Димитрова Майкопского района Адыгейской автономной области                                                                                                | 06.05.1948      | сельхоз       | Одесса           | [ ГС 5 ] |
| 6  | Кривенко Яков Николаевич               | 04.11.1909 — 18.05.1992 | Начальник Донецкой железной дороги, Сталинская область | 01.08.1959      | транспорт     | Одесса           | [ ГС 6 ] |
| 7  | Повидало Пётр Карпович                 | род. 1924               | Тракторист Сальковского свеклосовхоза Министерства пищевой промышленности СССР, Одесская область                                                                                  | 06.10.1951      | сельхоз       |                  |          |
| 8  | Праниченко Александр Иванович          | 1912—1976               | Тракторист семеноводческого совхоза имени 25 Октября Министерства совхозов СССР, Первомайский район Одесской области                                                              | 18.06.1949      | сельхоз       |                  |          |
| 9  | Пронь Андрей Емельянович               | род. 1929               | Бригадир монтажников строительного управления Куршавских ГЭС Ставропольгидростроя Министерства энергетики и электрификации СССР, Карачаево-Черкесская автономная область          | 04.10.1966      | строительство | Одесса           | [ ГС 7 ] |
| 10 | Садовой Степан Никонорович             | род. 21.01.1926         | Председатель колхоза имени Шевченко Шепетовского района Хмельницкой области | 22.03.1966      | сельхоз       | Одесса           | [ ГС 8 ] |
| 11 | Смелянец Вера Гавриловна               | род. 1928               | Звеньевая колхоза имени Ленина Первомайского района Одесской области | 21.03.1949      | сельхоз       |                  |          |
| 12 | Татарова Ольга Ивановна                | 1913—1980               | Звеньевая семеноводческого совхоза имени 25 лет Октября Министерства совхозов СССР, Первомайский район Одесской области                                                           | 13.03.1948      | сельхоз       |                  |          |
| 13 | Шеин Пётр Максимович                   | 04.09.1901 — 11.11.1987 | Командир 84-го железнодорожного батальона 27-й железнодорожной бригады, подполковник                                                                                              | 05.11.1943      | транспорт     | Одесса           | [ ГС 9 ] |

## Лица, лишённые звания Героя Социалистического Труда
| № | Фамилия, имя, отчество    | Даты жизни              | Деятельность                                                      | Дата присвоения | Дата лишения | Отрасль            | ГС       |
| - | ------------------------- | ----------------------- | ----------------------------------------------------------------- | --------------- | ------------ | ------------------ | -------- |
| 1 | Лавренюк Михаил Фёдорович | 23.05.1923 — 17.12.1990 | Директор совхоза имени Кирова Беляевского района Одесской области | 22.12.1977      | 25.07.1984   | сельское хозяйство | [ ГС 1 ] |